# Cabo Higuer
El cabo Higuer (Higer lurmuturra, en euskera) es el cabo más oriental del mar Cantábrico, situado en el municipio español de Fuenterrabía, provincia de Guipúzcoa, País Vasco, muy cerca de la frontera con Francia. Marca el confín más noroccidental de los Pirineos.
Aquí empieza —o termina— el sendero pirenaico GR-11. Se encuentra a cuatro kilómetros del centro de la ciudad de Fuenterrabía, de la que forma parte. Hay dos miradores desde los cuales se pueden contemplar fantásticas vistas sobre la costa vasco-francesa o las calas del monte Jaizquíbel (Costa Vasca).